# Paul Knapp (Archäologe)
Paul Knapp (* 1. Oktober 1851 in Ulm; † 8. September 1908 in Tübingen) war ein deutscher Gymnasiallehrer, Archäologe und Altphilologe.

## Leben
Knapp, Sohn eines evangelischen Pfarrers, besuchte das Lyceum in Esslingen (das heutige Georgii-Gymnasium) und von 1865 bis 1869 das evangelisch-theologische Seminar in Blaubeuren. Ab 1869 war er Mitglied des Evangelischen Stifts in Tübingen und studierte an der dortigen Universität evangelische Theologie. Er war Mitglied der Verbindung Normannia Tübingen.  Nach der Teilnahme am Krieg 1870/71 studierte er in Tübingen Klassische Philologie mit besonderem Interesse für Archäologie bei Adolf Michaelis und Ludwig Schwabe. 1874 wurde er in Tübingen promoviert. Er leistete von 1874 bis 1876 das Gymnasialvikariat in Tübingen ab. Für 1876/77 erhielt er das Reisestipendium des Deutschen Archäologischen Instituts und reiste damit in Italien. Danach war er kurzzeitig als Hilfslehrer am Lyceum in Esslingen tätig. 1879 bis 1881 war er Stiftsrepetent in Tübingen und hielt in dieser Zeit auch archäologische Vorlesungen an der Universität. Von 1881 bis zum Ruhestand 1907 wirkte er als Gymnasialprofessor am Gymnasium in Tübingen.

## Veröffentlichungen (Auswahl)
- Nike in der Vasenmalerei. Tübingen 1876 (= Dissertation) (Digitalisat).
- Die Kypseliden und die Kypseloslade. Tübingen 1888 (Digitalisat).
- Über Orpheusdarstellungen. Tübingen 1895 (Digitalisat).